# 필리
필리(고대 아일랜드어: fili, 아일랜드어: file, 스코틀랜드 게일어: filidh)는 고중세부터 르네상스 시대까지 아일랜드와 스코틀랜드에 존재했던 시인 계급의 엘리트 구성원이다. 복수형은 필리드(고대 아일랜드어: filid, 아일랜드어: filí, 스코틀랜드 게일어: filidhean)라고 한다.
"필리"라는 말은 "보는 자(seer)"라는 뜻의 켈트 조어 *widluios에서 온 것으로 추측된다. 이것은 필리가 원래 그냥 시인이 아니라 시나 수수께끼의 형태로 미래를 예언해주는 예언시인이었음을 시사한다.
엘레노어 헐의 『아일랜드어 문학』 교과서에 따르면, 필리는 고대 게일인 사회의 엘리트 학인들로, 마술사 겸 입법자 겸 재판관 겸 군장의 자문관 겸 시인이었다. 원래 필리가 한 몸에 다 가지고 있던 이 역할들은 후기에 세 가지로 분화되는데, 법의 연구와 재판은 법관 브레혼이, 초자연적 역할은 사제 드루이드가 가져갔다. 이에 따라 후기의 필리는 주로 시인 겸 철학자로서 기능하게 되었다.
필리들은 아일랜드가 기독교화되기 전부터 구전 전승으로 명맥을 이어왔다. 그들에게 시와 노래는 미학적인 측면 뿐 아니라, 기억술로서의 의미도 가졌다. 필리의 능력은 자기가 스승 필리로부터 배운 것을 자기 제자 필리에게 변함없이 정확히 전달할 수 있는지를 높이 쳤다. 그래서 기독교가 전래되기 전의 신앙과 신화의 상당량이 기독교로 개종한 뒤에도 수 세기 동안 보존되었고, 비록 기독교적 윤색이 가해지긴 했으나 기독교 수도사들에 의해 채록되어 기록될 수 있었다. 고대 켈트족의 구전 전통과, 기독교와 함께 전해진 그리스-로마 고전 전통이 시너지 효과를 일으키면서 중세 초기 아일랜드는 영웅담, 연애담, 자연시, 성인전 등 온갖 이야기가 수도문학의 형태로 폭발적으로 기록될 수 있었다. 이것은 중고 게일어가 고대 그리스 이래로 비라틴어 중 가장 거대한 말뭉치를 가진 언어가 되는 데 기여했다.
하지만 기독교 전래 이후 필리와 주교에게 모두 땅을 내주어야 했던 군장들은 경제적 부담 때문에 6세기경 필리의 숫자를 줄이기로 결정했다. 군장들은 특정 집안에서 태어난 사람만 모태로 필리가 될 수 있도록 정했다. 이렇게 정해진 필리 가문 중 대표적인 것으로 오 달리, 오 히긴, 오 클레리 등이 있다. 이렇게 정해진 세습시인들은 중세 아일랜드의 소왕국들의 궁정에서 기독교 이전 시대의 필리들처럼 예능인이자 자문가, 족보학자의 역할을 했다. 하지만 12세기부터 앵글로노르만인의 문화가 아일랜드에서 대세가 되기 시작했고, 게일 문화는 이지러져 문장학 등 외래의 습속을 받아들이기 시작했다. 그럼에도 게일인 사회에서 필리 중의 제1인자인 올라브는 아르드리에 맞먹는 권위를 가졌다. 이런 필리 전통은 엘리자베스 시대 들어 잉글랜드인 귀족들을 통해 수입된 랑그도크식 로망스 전통에 압도당하게 되면서 비로소 끝나게 되었다.
필리들이 구전했던 이야기들은 상당수가 필사본에 채록되어 현재까지 전하고 있으며, 이것은 고중세의 켈트족 사회와 그 종교(드루이드교), 신화에 대해 탐구하기 위한 가장 중요한 사료가 된다. 문학적으로도 윌리엄 버틀러 예이츠 등의 켈트 복고주의 사조도 대부분 여기에 의존했다.
필리의 전문 분야였던 시와 노래는 테레러흐 오 카루란(1738년몰, "최후의 음유시인")을 비롯한 수많은 음악가들을 통해 근대로 전해져 오늘날의 아일랜드 민요의 전통과 정서를 정초한 것이다.

## 같이 보기
- 음유시가
- 드루이드
- 스칼드

## 참고 문헌
- This article incorporates text from "Dwelly's [Scottish] Gaelic Dictionary" (1911). (Filidh)